# Václav Mrázek
Václav Mrázek (* 22. Oktober 1925; † 29. Dezember 1957 in Prag) war ein tschechoslowakischer Serienmörder.

## Leben
Václav Mrázek wurde in einem kleinen Dorf in der Nähe von Svinařov als eines von zwölf Kindern geboren. Sein Vater war ein alkoholkranker Bergmann, der seine Kinder und seine Frau körperlich misshandelte. 
In den Jahren 1954 bis 1957 ermordete er insgesamt sieben Menschen. Alle seine Opfer waren Frauen. Seine Morde waren von sexueller Motivation geprägt. Nach einem Diebstahl wurde er 1957 in seiner Wohnung festgenommen und gestand anschließend die Morde an acht Frauen. Ihm wurde 127 sonstige Verbrechen zur Last gelegt und er wurde für sieben Morde verurteilt. Nach einem Prozess wurde er zum Tode verurteilt und am 29. Dezember 1957 im Gefängnis Pankrác gehängt.